# Комаров, Георгий Осипович
Георгий Осипович Комаров (1905—1973) — советский военачальник, участник Великой Отечественной войны, Герой Советского Союза (1945). Генерал-майор авиации (1944).

## Молодость и довоенная служба
Георгий Комаров родился 13 марта 1905 года в деревне Платцовка (ныне — Екатериновский район Саратовской области). Окончил шесть классов школы и курсы беспроволочного телеграфа при Саратовском Главпочтамте.
В сентябре 1926 года был призван на службу в Рабоче-крестьянскую Красную Армию. Был зачислен курсантом во 2-ю Московскую артиллерийскую школу, но через год переведён в Тверскую кавалерийскую школу имени Коминтерна, которую окончил в 1930 году. С апреля 1930 года служил в 20-м Сальском кавалерийском полку 4-й Ленинградской кавалерийской дивизии: командир кавалерийского взвода, командир взвода полковой школы, после окончания в 1932 году пятимесячных курсов усовершенствования комсостава мотомехвойск в Москве, с сентября 1932 — командир автобронеэскадрона 2-го механизированного полка этой дивизии.
В апреле 1933 года бывший кавалерист и танкист Г. О. Комаров был переведён в ВВС РККА. Окончил 2-ю военную школу лётчиков имени Осоавиахима в Борисоглебске в 1934 году. С января 1935 по ноябрь 1937 года служил командиром звена 11-й штурмовой авиационной эскадрильи 134-й авиационной бригады ВВС Сибирского военного округа в Новосибирске, затем направлен на учёбу. Окончил Военную академию РККА имени М. В. Фрунзе в 1939 году. С января 1939 года — инспектор Военно-промышленной группы Военно-промышленной комиссии при Совнаркоме СССР, с мая 1939 года — инспектор группы контроля при Народном комиссаре обороны СССР. С октября 1940 года на строевой службе, помощник командира 217-го скоростного бомбардировочного авиационного полка ВВС Орловского военного округа.
Вступил в ВКП(б) в 1938 году.

## Великая Отечественная война
Принимал участие в Великой Отечественной войне с июня 1941 года. Воевал в том же полку на Брянском фронте. С августа 1941 года — командир 431-го штурмового авиационного полка 4-й Резервной авиационной группы (с мая 1942 — 228-й штурмовой авиационной дивизии) на Юго-Западном фронте, с июля 1942 — на Сталинградском фронте. Участвовал в Донбасско-Ростовской оборонительной, в Ростовской наступательной, в Воронежско-Ворошиловградской оборонительной операциях и в Сталинградской битве.
С августа 1942 года — заместитель командира, а с октября 1942 — командир 228-й штурмовой авиационной дивизии на Сталинградском фронте, с сентября 1942 — на
Донском фронтах. Дивизия вела ожесточенные боевые действия в ходе оборонительного сражения под Сталинградом и при контрнаступлении советских войск под Сталинградом. В марте 1943 года дивизия получила гвардейское звание и была преобразована в 2-ю гвардейскую штурмовую авиационную дивизию, до Победы ею продолжал командовать Г. О. Комаров. В составе 16-й воздушной армии дивизия сражалась на Центральном, Белорусском и 1-м Белорусском фронтах. Под его командованием дивизия участвовала в воздушной операции по уничтожению немецкой авиации на аэродромах в мае 1943 года, в Курской битве и в битве за Днепр, в Гомельско-Речицкой, Калинковичско-Мозырской, Рогачёвско-Жлобинской, Белорусской, Сероцкой, Висло-Одерской, Кюстринской, Восточно-Померанской и Берлинской наступательной операциях. Дивизия являлась одной из лучших в штурмовой авиации РККА в годы войны, дважды была удостоена почётных наименований и именовалась «Черниговско-Речицкой», кроме того, награждена орденами Ленина, Красного Знамени и Суворова.
Командир 2-й гвардейской штурмовой авиадивизии 16-й воздушной армии 1-го Белорусского фронта гвардии генерал-майор авиации Георгий Комаров особо отличился во время Берлинской наступательной операции. В этой операции дивизия имела приказ поддерживать с воздуха наступавшие части 9-го танкового корпуса, на его поддержку лётчики совершили около 1500 боевых вылетов на штурмовку скоплений боевой техники и живой силы противника, его оборонительных укреплений, нанеся ему большие потери. Сам генерал Комаров за годы войны выполнил 22 боевых штурмовых вылета.
Указом Президиума Верховного Совета СССР от 29 мая 1945 года гвардии генерал-майор авиации Георгий Комаров был удостоен высокого звания Героя Советского Союза с вручением ордена Ленина и медали «Золотая Звезда» за номером 7390.

## Послевоенная служба
После окончания войны Комаров продолжил службу в Советской Армии. В июле 1945 года назначен командиром 6-го штурмового авиационного корпуса в Группе советских оккупационных войск в Германии. С марта 1947 года служил помощником командующего 9-й воздушной армии по строевой части (Приморский военный округ).
Однако уже в апреле 1947 года получил совершенно неожиданное для себя назначение на должность заместителя начальника по авиации Объекта № 310 Военного министерства СССР (так назывался создаваемый тогда Семипалатинский полигон для испытаний ядерного оружия).
10 ноября 1947 года приказом главкома ВВС К. А. Вершинина назначен начальником войсковой части 93851 (она же 71-й полигон ВВС).
Часть располагалась в посёлке Багерово в Крыму и её главной задачей являлось авиационное обеспечение ядерных испытаний.
Участвовал в испытаниях ядерного оружия в 1949 (первое советское ядерное устройство) и 1951 годах (первый сброс атомной бомбы с самолёта).
В декабре 1952 года направлен на учёбу и в 1954 году окончил Высшие академические курсы при Высшей военной академии имени К. Е. Ворошилова.
С января 1954 года — помощник командующего ВВС Приволжского военного округа. С февраля 1955 — старший преподаватель тактики и оперативного искусства Военной академии связи (командной), с сентября 1955 — начальник военной кафедры Ленинградской лесотехнической академии имени С. М. Кирова, а с июля 1956 года — начальник кафедры тактики и истории военного искусства Ленинградской Военно-воздушной инженерной академии имени А. Ф. Можайского. В марте 1959 года генерал-майор авиации Г. О. Комаров уволен в запас.
Проживал в Москве. Умер 20 сентября 1973 года, похоронен на Головинском кладбище Москвы.

## Воинские звания
- Старший лейтенант (21.03.1936)
- Капитан (22.04.1937)
- Майор (20.02.1940)
- Подполковник (6.11.1941)
- Полковник (5.11.1942)
- Генерал-майор авиации (13.04.1944)

## Награды
- Медаль «Золотая Звезда» Героя Советского Союза (29.05.1945);
- четыре ордена Ленина (29.05.1945, 29.10.1949, 8.12.1951, 19.11.1951);
- четыре ордена Красного Знамени (10.12.1941, 17.06.1942, 8.03.1945, 6.11.1945);
- орден Суворова 2-й степени (21.07.1944);
- орден Кутузова 2-й степени (8.04.1944);
- орден Александра Невского (28.07.1945);
- орден Отечественной войны 2-й степени (3.02.1943);
- орден Красной Звезды (3.11.1944);
- медаль «За оборону Москвы»;
- медаль «За взятие Берлина»;
- медаль «За освобождение Варшавы»;
- другие медали СССР;
  - орден «Крест Грюнвальда» 3-й степени (Польша, 24.04.1946);
  - медаль «За Варшаву 1939—1945» (Польша);
  - Медаль «За Одру, Нису и Балтику» (Польша)[3];
- Сталинская премия 2-й степени (1953, за авиационное обеспечение испытаний ядерного оружия)[5].